# Dasykaluta rosamondae
Dasykaluta rosamondae là một loài động vật có vú trong họ Dasyuridae, bộ Dasyuromorphia. Loài này được Ride mô tả năm 1964.